# Janko Tajný
Janko Tajný (vlastním jménem Ján Janák) (16. prosince 1855, Železná Breznica, Rakousko) byl úředník a básník. Často vystupoval pod pseudonymy: Ján Vojtech J., Janko Breznička, Janko Tajný, V. Slávoľub, Vojtech Breznička.
Janko Tajný studoval na katolickém gymnáziu v Kláštoru pod Znievom a na maďarském gymnáziu v Ostřihomi, kde roku 1877 maturoval a získal státní účetnický diplom. V letech 1877-1889 pracoval jako účetní finanční správy v Banské Bystrici, od roku 1889 působil na různých místech. Tajný byl jako tvůrce literárně vzdělaný; projevoval značné národní cítění.[zdroj?] Publikoval básně, epigramy, veršované vzpomínky, články a jednu prózu se sentimentálním motivem. Později žil na Sliači-Rybároch.

## Památky
- fragmenty rukopisných pozůstalostí a rukopis časopisu Budič v Literárním archivu Matice slovenské.